# Secret of Mana
Secret of Mana – fabularna gra akcji wyprodukowana przez Square i wydana w październiku 1993 roku na platformie Super Nintendo Entertainment System.
Głównym elementem fabuły jest Mana Tree – drzewo, z którego wybrane osoby mogą czerpać moc (manę). Gracz ma dyspozycji trzy postacie, którymi może sterować. Każda z nich dysponuje innymi umiejętnościami i mocami. Celem bohaterów jest ocalenie Mana Tree przed nieznanym zagrożeniem.